# 神永圭佑
神永 圭佑（かみなが けいすけ、1994年8月12日 - ）は、日本の俳優。茨城県出身。身長178 cm。

## 来歴
2010年に開催された第23回ジュノン・スーパーボーイ・コンテストのファイナリスト。
2021年12月31日をもって、約10年在籍したプロダクション尾木を退所した。
現在はフリーで活動している。

## 人物
趣味はランニング。2009年には、茨城県西大会の800メートル競走で優勝した経験を持つ。
特技は野球。高校野球マニアで、昔は高校野球雑誌をよく集め愛読していた。『ミュージカル・テニスの王子様』に出演した際、以前甲子園雑誌に載っていた本川翔太と同姓同名の名前を見つけ、稽古場で初対面の日に本川に確認し互いに嬉しい出会いとなった。
実家で二匹の猫を飼っている。オス猫の「AZUKI」とメス猫の「ANKO」。

## 出演

### テレビ

#### ドラマ
- 花ざかりの君たちへ〜イケメン☆パラダイス〜2011（2011年7月 - 9月、フジテレビ） - 葛西 豪 役
- 金曜プレステージ・特別企画 『悪女たちのメス』（2011年12月9日、フジテレビ） - 望月悠 役
- さばドル（2012年1月 - 3月、テレビ東京） - ウタマロ 役
- 土曜ワイド劇場 『私は代行屋!』シリーズ（テレビ朝日） - 葛城俊哉 役
  - 私は代行屋！ 晴子の事件推理（2012年8月18日）
  - 私は代行屋！2 〜事件推理請負人〜（2013年11月2日）
  - 私は代行屋！3 〜事件推理請負人〜（2014年11月15日）
  - 私は代行屋！4 〜事件推理請負人〜（2015年8月22日）
  - 私は代行屋！5 〜事件推理請負人〜（2020年3月22日）
- 仮面ティーチャー（2013年7月 - 9月、日本テレビ） - 小林翔平 役
  - 金曜ロードSHOW! 特別ドラマ企画 『仮面ティーチャー』（2014年2月14日）
- 警視庁捜査一課9係 season8 第4話（2013年7月31日、テレビ朝日） - 三橋栄司 役
- ダンダリン 労働基準監督官 第2話（2013年10月9日、日本テレビ）
- 刑事のまなざし 第6話（2013年11月11日、TBSテレビ） - 佐々木勉 役
- 学校のカイダン（2015年1月 - 3月、日本テレビ） - 中森翔 役
- LOVE理論（2015年4月 - 6月、テレビ東京） - シンヤ 役
- 100の資格を持つ女〜ふたりのバツイチ殺人捜査〜11（2016年6月18日、テレビ朝日） - 鈴木正人 役
- 男水!（2017年1月 - 3月、日本テレビ） - 原田ダニエル 役
- 明日の君がもっと好き（2018年1月 - 3月、テレビ朝日） - 桃田光 役
- ブラックペアン（2018年4月 - 6月、TBSテレビ）
- 妖怪! 百鬼夜高等学校（2018年10月18日 - 12月28日、BS日テレ） - 鵺 役
- 内田康夫サスペンス 浅見光彦 軽井沢殺人事件（2022年2月28日、テレビ東京） - 小瀬木博信（大学時代） 役

#### バラエティ
- THE突破ファイル 再現ドラマ File.1『ブルーインパルス』（2019年2月7日、日本テレビ） - 安西徹 役

### 配信ドラマ
- 学校の怪談 第13話「あわせかがみ」（2012年8月、BeeTV） - 倉木駿太郎 役
- ガキ☆ロック〜浅草六区人情物語〜（2017年4月 - 、Amazonプライム・ビデオ） - ショウ 役

### 映画
- 幕末奇譚 SHINSEN5 〜剣豪降臨〜（2013年） - 沖田総司 役
- 幕末奇譚 SHINSEN5弐 〜風雲伊賀越え〜（2013年） - 沖田総司 役
- EIKEN BOOGIE〜涙のリターンマッチ〜（2015年） - 箕輪俊彦 役
- グール[喰怨]〜百年、君を想う〜（2016年） - 主演・有坂浩太役 役
- 青春ディスカバリーフィルム〜なんだって青春編〜「警備員の一日」（2016年） - 主演・赤木陽一 役
- マスタード・チョコレート（2017年） - 甲斐真吾 役
- CAGE（2017年9月） - リュウ 役[6]
- デメキン（2017年12月） - 三浦 役
- 短篇映画『IMC』（2018年9月） - 主演・広樹 役[7][8]
- 終わりが始まり（2022年）

### 舞台
- 劇男JB （2011年5月3日 - 5日）
- ミュージカル・テニスの王子様2ndシーズン（2012年 - 2014年） - 幸村精市 役
  - 青学vs立海 （2012年7月13日 - 9月23日、TOKYO DOME CITY HALL 他）
  - コンサート SEIGAKU Farewell Party （2012年10月11日 - 14日、TOKYO DOME CITY HALL）
  - 青学vs比嘉 （2012年12月20日 - 2013年2月17日、日本青年館 他）
  - コンサート Dream Live 2013 （2013年4月27日 - 29日・5月3日 - 5日、横浜アリーナ 他）
  - 春の大運動会2014 （2014年4月26日、横浜アリーナ）
  - 全国大会 青学vs立海 （2014年7月12日 - 9月28日、TOKYO DOME CITY HALL 他）
  - ネルフェス2014 in 武道館 （2014年11月7日、日本武道館）
  - コンサート Dream Live 2014 （2014年11月15日 - 16日・11月22日 - 24日、さいたまスーパーアリーナ 他）
- 激動 -GEKIDO-（2013年8月23日 - 9月2日、新国立劇場 中劇場） - 野宮隼人 役
- 朗読劇「しっぽのなかまたち3」（2013年11月19日 - 22日・11月26日 - 12月1日、天王洲 銀河劇場） - 小雪 / 近藤悠太 / レオン / 醍醐二郎 / もずく 役
- 俺たちの明日 （2014年1月10日 - 19日、紀伊國屋ホール） - 柿ノ木剛 役
- 美女と魔物のバッティングセンター （2014年3月25日 - 30日、恵比寿・エコー劇場） - 聖矢 役
- 幕末奇譚 SHINSEN5 〜外伝〜 （2014年4月9日 - 13日、銀座・博品館劇場） - 主演・沖田総司 役
- あの頃僕らはペニーレインで （2014年5月3日 - 6日、日本橋三井ホール） - マサヒロ 役
- 朗読劇「魔導師は平凡を望む」 （2015年5月24日夜、彩の国さいたま芸術劇場） - ゲスト出演・ルドルフ 役
- WBB vol.8「ネバー×ヒーロー」（2015年6月26日 - 30日、東京芸術劇場 / 7月4日 - 5日、グランフロント大阪） - シュン 役
- 美内すずえ×ガラスの仮面劇場『女海賊ビアンカ』（2015年9月9日 - 13日、AiiA 2.5 Theater Tokyo） - ロレンツォ 役
- なかよし60周年記念ミュージカル『リボンの騎士』 （2015年11月12日 - 17日、赤坂ACTシアター / 12月3日 - 6日、シアターBRAVA!） - フランツ王子 役
- ミュージカル「Dance with Devils」（2016年 - 2018年） - 主演・鉤貫レム 役
  - 「Dance with Devils」（2016年3月3日 - 13日、AiiA 2.5 Theater Tokyo）
  - 「Dance with Devils 〜D.C（ダ・カーポ）〜」（2016年12月21日 - 27日、AiiA 2.5 Theater Tokyo）
  - STAGE FES 2017-2018（2017年12月31日、大宮ソニックシティ大ホール）
  - 「Dance with Devils 〜Fermata（フェルマータ）〜」（2018年3月15日 - 25日、AiiA 2.5 Theater Tokyo）
- トンマッコルへようこそ （2016年5月4日 - 8日、Zeppブルーシアター六本木） - ソ・テッキ 役
- ウェルカム （2016年8月10日 - 14日、SPACE 梟門） - 主演・俺 役
- 朗読劇「夏の夜の夢」（2016年8月26日 -  27日、日本橋劇場） - 主演・神山貴志 / ライサンダー 役
- リーディングドラマ『ぼくらが非情の大河をくだる時-新宿薔薇戦争-』（2017年3月16日 - 20日、本多劇場） - 主演・詩人 役（Aチーム）
- 男水!（2017年5月11日 - 28日、シアター1010 / 森ノ宮ピロティホール） - 原田ダニエル 役[9]
- 朗読劇「逢いたくて. . .」（2017年8月12日、三越劇場）
- ヘルプマン！ 2017 ～監査編～（2017年11月8日 - 12日、俳優座劇場） - 恩田百太郎 役
- 『我が輩は狸である-コロスミュージカル版-』（2017年11月23日 - 26日、築地ブディストホール） - 主演・ロミ丸 役
- 柿喰う客 2018年本公演『俺を縛れ！』（2018年1月24日 - 2月4日、本多劇場） - 旅谷軍兵衛 役
- ダンガンロンパ３ THE STAGE 2018 〜The End of 希望ヶ峰学園〜（2018年7月 - 8月、サンシャイン劇場 / 森ノ宮ピロティホール / ヒューリックホール東京） - 十六夜惣之助 役
- アクトカンタービレ scene1〜 Smoky Dog 〜（2018年11月22日 - 25日、サイエンスホール） - マルボロ 役
- 呪いの万華鏡〜図地反転〜（2018年12月21日 - 24日、劇場HOPE） - 篠崎ヒロト 役（“中”バージョンのみ出演）
- 呪いの49日〜表と裏〜（2018年12月19日 - 23日、テルプシコール） - 篠崎ヒロト 役（“中”バージョンのみ出演）
- 春の修学旅行『妖怪！百鬼夜高等学校』〜一条通と付喪神〜（2019年2月28日、新宿FACE） - 鵺 役（ゲスト出演）
- 俺たちマジ校デストロイ - 相良辰生 役[10]
  - 舞台「俺たちマジ校デストロイ」（2019年3月21日 - 30日、シアター1010）
  - マジステLIVE2019「NEO★FES」（2019年11月4日、日本青年館ホール）
- +GOLD FISH（2019年5月10日 - 19日、紀伊國屋ホール） - ペイトン 役
- 即興劇「アドリ場!」（2019年7月17日、小劇場 楽園）
- WBB vol.13「まわれ！無敵のマーダーケース」（2019年7月23日 - 28日、中野ザ･ポケット） - 殺人鬼 役
- あんさんぶるスターズ! シリーズ（2019年 - ） - 神崎颯馬 役　
  - エクストラ・ステージ 〜Destruction × Road〜（2019年8月22日 - 9月29日、梅田芸術劇場 / ステラボール / 天王洲 銀河劇場）
  - エクストラ・ステージ ～Meteor Lights～（2021年4月10日 - 5月16日、天王洲 銀河劇場 / AiiA 2.5 Theater Kobe / ステラボール）
  - THE STAGE -Party Live-（2023年3月25日・26日、ぴあアリーナMM）
- OZMAFIA!! sink into oblivion（2019年10月23日 - 27日、こくみん共済coopホール スペース・ゼロ） - 主演・カラミア 役
- 年末祭シリーズ第9弾『明治座の変～麒麟にの・る』（2019年12月28日 - 31日、明治座） - 明智左馬之助 役
- ダブルヘッダー特別公演『おおきく振りかぶって』/『おおきく振りかぶって 秋の大会編』（2020年2月14日 - 24日、サンシャイン劇場） - 榛名元希 役
- あずみ〜戦国編〜（2020年3月14日 - 4月5日、東京Bunkamuraシアターコクーン / 大阪COOL JAPAN PARK OSAKA WWホール） - 豊臣秀頼 役
- Fate/Grand Order THE STAGE -冠位時間神殿ソロモン-（2020年10月18日 - 30日、TACHIKAWA STAGE GARDEN / 東京国際フォーラム ホールC） - ソロモン 役[11]
- 知り難きこと陰の如く、動くこと雷霆の如し（2020年12月19日 - 28日、こくみん共済coopホール スペース・ゼロ） - ハンス・クリフト 役
- 舞台『魔法使いの約束』（2021年 - ） - オーエン 役[12]
  - 第2章（2021年11月5日 - 21日、天王洲 銀河劇場）
  - 第3章（2022年4月29日 - 5月8日、天王洲 銀河劇場 / 5月13日 ‐ 15日、アイプラザ豊橋 / 5月20日 - 22日、京都劇場） [13]
  - 祝祭シリーズ Part2（2023年7月8日 - 23日、天王洲 銀河劇場）[14]
  - エチュードシリーズ Part1（2024年6月1日 - 9日、天王洲 銀河劇場 / 6月15日 ‐ 23日、SkyシアターMBS）[15]
  - オーケストラ音楽祭 ～main story～（2024年6月28日 - 30日、TACHIKAWA STAGE GARDEN）[16]
  - エチュードシリーズ Part2（2024年11月30日 - 12月8日、天王洲 銀河劇場 / 12月14日 - 22日、SkyシアターMBS）[17]
  - オーケストラ音楽祭 〜series collection〜（2024年12月27日 - 29日、TACHIKAWA STAGE GARDEN）
  - きみに花を、空に魔法を 前編（2025年9月6日 - 23日〈予定〉、天王洲 銀河劇場 / 9月28日 - 10月5日〈予定〉、箕面市立文化芸能劇場 大ホール）[18][19]
  - 舞台『魔法使いの約束』きみに花を、空に魔法を 後編（2026年）[18]
- 舞台「灼熱カバディ」（2022年2月18日 - 27日、シアター1010） - 高谷煉 役[20]
- ミュージカル「シデレウス」（2022年6月17日 - 30日、自由劇場）- ケプラー 役[21]（ペガススチームのみ出演）
- うち劇オンステージ『エンドレスボヤージュ』（2022年7月23日・24日、ミクサライブ東京Theater Mixa） - 室町大和 役[22]
- ミュージカル『Dear my パパ』（2022年9月3日 - 10日、シアター1010）- 主演・平野秀作 役 ※W主演
- 舞台「SK∞ エスケーエイト The Stage」 - Cherry blossom 役[23]
  - 舞台『SK∞ エスケーエイト The Stage』第二部：The Last Part ～俺たちの無限大～（2023年1月11日 - 15日、シアター1010）
- ミュージカル「コードギアス 反逆のルルーシュ 正道に准ずる騎士」（2023年9月16日 - 18日、京都劇場 / 9月23日 - 10月1日、サンシャイン劇場） - ジェレミア・ゴットバルト 役[24]
- ミュージカル「暁のヨナ」（2024年7月20日 - 28日、シアターH） - ハク 役 ※Wキャスト[25]
- 音楽劇「無人島に生きる十六人」（2025年1月25日 - 2月2日、日本青年館ホール） - 小川仁太郎 役[26]

### テレビアニメ
- あんさんぶるスターズ!（2019年） - 神崎颯馬 役[27]

### ゲーム
- あんさんぶるスターズ!（2015年4月28日 - 2020年3月15日） - 神崎颯馬 役[28]
  - あんさんぶるスターズ!! Basic / Music（2020年3月15日 - ）[29]

### ドラマCD
- 茶水伝承（2025年6月） - セン 役

### 声優ライブ
- 『あんさんぶるスターズ！Starry Stage』
  - 1st -in 幕張メッセ-（2018年4月8日、幕張メッセ）
  - 3rd -5th Anniversary-（2020年4月25日・26日、埼玉・メットライフドーム）※新型コロナウイルス感染拡大の影響で中止
  - 4th -Star's Parade-（2021年8月28日・29日、ぴあアリーナMM
- 『Ensemble Stars!! Cast Live Starry Symphony』
  - -the dead of night-（2024年2月10日・11日、有明アリーナ）

### イベント
- ドラマCD『茶水伝承ー火の国ー』発売記念イベント (2025年10月12日、animate hall BLACK アニメイト池袋本店 北館9F) [30]

### CM
- 日清フーズ株式会社『お好み焼き粉』（2019年5月 - ）

### WEB CM
- エスビー食品株式会社 モーションコミック 『おかず学園』（2013年11月） - 高菜豪快羅男 役

### ミュージック・ビデオ
- Honey L Days「涙のように好きと言えたら」 (2013年12月11日、avex trax)
- EDGE of LIFE「Starry Sky」（2016年11月16日、avex trax)

### ラジオ／ポッドキャスト
- USEN『舞台やろうっ！another side』（2019年8月 - 9月）  - パーソナリティ
- いってらっしゃい（2023年11月 - 2025年1月 、 Artistspoken）- 毎週水曜日担当[31]
- キャストサイズチャンネルプレゼンツ「寝れぬ夜の心を包む静かな静かな朗読劇」（Spotify）
  - ライク(2024年12月4日)
  - 上手に待ちたい（2024年12月23日）
  - 短い短い会話劇（2025年2月4日）
  - 宇田くんのウダウダ街紹介〜赤羽編〜（2025年2月17日）

### WEB番組
- 稀代の英雄、参上！（2024年10月28日 - 、ニコニコチャンネル＋）

### その他
- ペット大好き（2013年11月9日、中日新聞夕刊 / 11月12日、東京新聞夕刊 / 12月24日、北海道新聞夕刊）[32]

## ディスコグラフィ

### キャラクターソング
| 発売日         | 商品名                                                             | 歌                                           | 楽曲                                                          | 備考                                                     |
| -------------- | ------------------------------------------------------------------ | -------------------------------------------- | ------------------------------------------------------------- | -------------------------------------------------------- |
| 2013年4月24日  | WE ARE ALWAYS TOGETHER                                             | ミュージカル『テニスの王子様』               | 「WE ARE ALWAYS TOGETHER」                                    | ミュージカル『テニスの王子様』関連曲                     |
| 2015年11月25日 | あんさんぶるスターズ！ ユニットソングCD Vol.4 紅月                 | 紅月                                         | 「百花繚乱、紅月夜」 「花燈の恋文」                           | ゲーム『あんさんぶるスターズ！』関連曲                   |
| 2016年10月26日 | あんさんぶるスターズ！ ユニットソングCD 2nd Vol.04 紅月            | 紅月                                         | 「想ひ出綴り」 「斬 -決意ノ刃-」                              | ゲーム『あんさんぶるスターズ！』関連曲                   |
| 2017年11月8日  | あんさんぶるスターズ！ ユニットソングCD 3rd Vol.08 紅月            | 紅月                                         | 「剣戟の舞」 「祭夜絵巻」                                     | ゲーム『あんさんぶるスターズ！』関連曲                   |
| 2018年6月27日  | あんさんぶるスターズ！アルバムシリーズ 紅月                        | 紅月                                         | 「薄紅色の約束」                                              | ゲーム『あんさんぶるスターズ！』関連曲                   |
| 2018年6月27日  | あんさんぶるスターズ！アルバムシリーズ 紅月                        | 神崎颯馬（神永圭佑）                         | 「謳歌絢爛青春華」                                            | ゲーム『あんさんぶるスターズ！』関連曲                   |
| 2018年10月24日 | あんさんぶるスターズ！アルバムシリーズ MaM                         | MaM［三毛縞斑（鳥海浩輔）］ with team 牛若丸 | 「辻風に吹かれて」                                            | ゲーム『あんさんぶるスターズ！』関連曲                   |
| 2018年10月24日 | あんさんぶるスターズ！アルバムシリーズ MaM                         | MaM［三毛縞斑（鳥海浩輔）］ with 紅月        | 「RevolTrad〜維新伝心〜」                                     | ゲーム『あんさんぶるスターズ！』関連曲                   |
| 2019年8月14日  | Stars' Ensemble!                                                   | 夢ノ咲ドリームスターズ                       | 「Stars' Ensemble!」                                          | テレビアニメ『あんさんぶるスターズ！』オープニングテーマ |
| 2019年9月25日  | あんさんぶるスターズ！ EDテーマ集 vol.2                            | 紅月                                         | 「月下無双、紅の舞」                                          | テレビアニメ『あんさんぶるスターズ！』エンディングテーマ |
| 2020年8月26日  | BRAND NEW STARS!!                                                  | ESオールスターズ                             | 「BRAND NEW STARS!!」                                         | ゲーム『あんさんぶるスターズ!!』主題歌                   |
| 2020年8月26日  | BRAND NEW STARS!!                                                  | ESオールスターズ                             | 「Walk with your smile」                                      | ゲーム『あんさんぶるスターズ!!』関連曲                   |
| 2021年1月27日  | あんさんぶるスターズ!! シャッフルユニットソングコレクション vol.01 | XXVeil                                       | 「Midnight Butlers」                                          | ゲーム『あんさんぶるスターズ!!』関連曲                   |
| 2021年3月24日  | あんさんぶるスターズ!! ESアイドルソング season1 紅月               | 紅月                                         | 「紅月いろは唄」 「BRAND NEW STARS!!」                        | ゲーム『あんさんぶるスターズ!!』関連曲                   |
| 2021年6月23日  | FUSIONIC STARS!!                                                   | ESオールスターズ                             | 「FUSIONIC STARS!!」                                          | ゲーム『あんさんぶるスターズ!!』関連曲                   |
| 2021年12月9日  | あんさんぶるスターズ!! FUSION UNIT SERIES 05 UNDEAD × 紅月         | UNDEAD、紅月                                 | 「PERFECTLY-IMPERFECT」                                       | ゲーム『あんさんぶるスターズ!!』関連曲                   |
| 2021年12月9日  | あんさんぶるスターズ!! FUSION UNIT SERIES 05 UNDEAD × 紅月         | 紅月                                         | 「FUSIONIC STARS!!」                                          | ゲーム『あんさんぶるスターズ!!』関連曲                   |
| 2022年1月19日  | あんさんぶるスターズ!! ESアイドルソング season2 紅月               | 紅月                                         | 「月光奇譚」 「夜空、然りとて鵲は」                           | ゲーム『あんさんぶるスターズ!!』関連曲                   |
| 2022年6月22日  | あんさんぶるスターズ!! 7th Anniversary song「Surprising Thanks!!」 | ESオールスターズ                             | 「Surprising Thanks!!」                                       | ゲーム『あんさんぶるスターズ!!』関連曲                   |
| 2022年9月7日   | あんさんぶるスターズ!! ESアイドルソング season3 紅月               | 紅月                                         | 「夏鳥の詩 -サマーバード-」 「Surprising Thanks!!(紅月ver.)」 | ゲーム『あんさんぶるスターズ!!』関連曲                   |
| 2023年3月24日  | COVER SONG COLLECTION                                              | Valkyrie、紅月                               | 「勇侠青春謳」                                                | ゲーム『あんさんぶるスターズ!!』関連曲                   |
| 2023年6月28日  | あんさんぶるスターズ!! 8th Anniversary song「One with One」        | ESオールスターズ                             | 「One with One」                                              | ゲーム『あんさんぶるスターズ!!』関連曲                   |
| 2024年2月7日   | あんさんぶるスターズ!! アルバムシリーズ『TRIP』                    | 紅月                                         | 「絲」 「金色千夜夢舞台」                                     | ゲーム『あんさんぶるスターズ!!』関連曲                   |
| 2024年2月7日   | あんさんぶるスターズ!! アルバムシリーズ『TRIP』                    | 神崎颯馬（神永圭佑）                         | 「誠心決風録」                                                | ゲーム『あんさんぶるスターズ!!』関連曲                   |
| 2024年2月7日   | あんさんぶるスターズ!! アルバムシリーズ『TRIP』 初回限定版         | 紅月                                         | 「Walk your smile（紅月ver.）」                               | ゲーム『あんさんぶるスターズ!!』関連曲                   |
| 2024年6月26日  | あんさんぶるスターズ！アルバムシリーズ MaM                         | MaM［三毛縞斑（鳥海浩輔）］ with team 牛若丸 | 「辻風に吹かれて」                                            | ゲーム『あんさんぶるスターズ!!』関連曲                   |
| 2024年6月26日  | Stars' Ensemble!                                                   | 夢ノ咲ドリームスターズ                       | 「Stars' Ensemble!」                                          | ゲーム『あんさんぶるスターズ!!』関連曲                   |
| 2024年6月26日  | BRAND NEW STARS!!                                                  | ESオールスターズ                             | 「BRAND NEW STARS!!」 「Walk with your smile」                | ゲーム『あんさんぶるスターズ!!』関連曲                   |
| 2024年6月26日  | FUSIONIC STARS!!                                                   | ESオールスターズ                             | 「FUSIONIC STARS!!」                                          | ゲーム『あんさんぶるスターズ!!』関連曲                   |

## 映像作品
- ミュージカル・テニスの王子様2ndシーズン - 幸村精市 役
  - DVD「ミュージカル『テニスの王子様』PV COLLECTION vol.1」（2012年11月30日）
  - DVD「ミュージカル『テニスの王子様』PV COLLECTION vol.2」（2014年1月17日）
  - DVD「ミュージカル『テニスの王子様』PV COLLECTION vol.3」（2015年1月23日）

## 書籍
- JUNON（主婦と生活社）
- ミュージカル『テニスの王子様』2nd Season Memories 81smiles（2014年11月14日）  - 幸村精市 役